# Hernando (Missisipi)
Hernando – miasto w Stanach Zjednoczonych, w stanie Missisipi, siedziba administracyjna hrabstwa DeSoto.